# 詹沂
詹沂（1535年—1618年），字浴之，號魯泉，直隸寧國府宣城縣人，匠籍，明朝政治人物。

## 生平
隆慶元年（1567年）丁卯科應天府鄉試第三十二名舉人。隆慶五年（1571年）中式辛未科會試第一百五十九名，三甲第一百八十二名進士。户部觀政，授新建知县，萬曆五年（1577）七月考选南京吏科給事中，六年八月升山东佥事，十年贬为福安县丞，升奉化知县，十一年升礼部主事，丁憂歸。十五年复除本部，十七年升主客司员外郎，三月改光禄寺丞，十八年五月升南京尚寶司卿，十九年十二月升南京大理寺右寺丞，二十年五月升南京太常寺少卿，二十七年升南京太仆寺卿，三十年十一月升太常寺卿，三十一年十二月升都察院左副都御史，三十三年八月署本院印，三十七年（1609年）九月封印上章求罢，随后出城候旨，令冠带闲住。著有《洁身堂稿》。

## 家族
曾祖詹仲貴；祖父詹璇；父詹友相，母盧氏。严侍下。子詹應鵬，萬曆丙辰進士。